# Pierre Boulat
Pierre Boulat (3. června 1924 Condé-Sainte-Libiaire – 11. ledna 1998 Nemours) byl francouzský fotograf, fotožurnalista a reportér.

## Životopis
Pierre Boulat přispíval svými fotografiemi do mezinárodních časopisů jako Elle, Paris Match, Life, National Geographic nebo People.
Po studiích na Vaugirardově škole, aby unikl povinné práci v Německu, se přestěhoval do svobodné zóny a pracoval ve Vichy ve vládní fotoslužbě. Svou kariéru začal po druhé světové válce v novinách Samedi Soir. Byl prvním západním novinářem, který vstoupil do SSSR v roce 1955 . Pierre Boulat fotografoval v 50. a 60. letech 20. století zprávy ze světa, pařížský život, politický svět a filmové umělce. V roce 1973 se stal fotografem na volné noze.
Je otcem Alexandry Boulat, fotoreportérky a reportérky, Antoinetty Boulatové, filmařky, a Patrice Boulata Massoteaua, grafického designéra. Je manželem Annie Boulatové, zakladatelky a ředitelky Agentury Cosmos a Asociace Pierra a Alexandry Boulatových na podporu tvůrčí práce jejího manžela a dcery. Byl také ženatý s Eglal Farhiovou, ředitelkou jazzového klubu New Morning v Paříži.
Od 9. září 2010 do 11. února 2011 mu vzdala hold výstava v Petit Palais v Paříži, kterou pořádali Reportéři bez hranic.